# GlobalTrade.net
Сайт GlobalTrade.net управляется FITA Online, интернет службой Федерация международных торговых ассоциаций (FITA), совместно с Коммерческой службой США, Организацией по торговле и инвестициям Великобритании, Hong Kong Trade Development Council (HKTDC), ThomasNet, Alibaba.com, Kompass и другими организациями-партнерами.
GlobalTrade.net является информационным ресурсом, где эксперты по международной торговле могут размещать компетентные данные; команда редакторов проверяет всю размещенную информацию. Информация включает анализы международных торговых экспертов, обзоры состояния рынка, рекомендации, "белую книгу", ключевые характеристики страны, мнения экспертов, веб-семинары, потоки новостей, видеоруководства и видеопрезентации. Наряду с публикациями компетентных данных, GlobalTrade.net содержит в свободном доступе базы данных поставщиков услуг международной торговли, которые могут быть полезны импортерам и экспортерам. Среди перечисленных поставщиков услуг международной торговли: консультанты по международному маркетингу, компании по торговому финансированию, банки, экспедиционные агентства, компании по контролю качества, юристы, специалисты по учёту, таможенные агенты, международные торговые операторы и страховые компании в сфере их международных операций. GlobalTrade.net позволяет поставщикам услуг международной торговли создать учётную запись и установить контакт с рынком международной торговли. GlobalTrade.net был запущен 15 ноября 2010 года.

## Организации-партнеры по импорту-экспорту[3]
- TABID (Турецко-американский бизнес-совет)
- ELAN (Информационная сеть юридической помощи в вопросах экспорта)
- NASBITE International (Ассоциация обучения международной торговле для предприятий малого бизнеса)
- OWIT (Женская организация международной торговли)
- NEXCO (Национальная ассоциация предприятий по экспорту)
- VITA (Ассоциация международной торговли)
- Мировой центр торговли в Новом Орлеане
- FITT (Форум подготовки в сфере международной торговли)

## Информация по импорту-экспорту
GlobalTrade.net может использоваться специалистами для поиска поставщиков услуг международной торговли, а также необходимой информации. Категории поставщиков услуг на веб-сайте включают: правовые услуги, организации по поддержке торговли, перевозки и логистика, налоги и учёт, маркетинг и коммуникации, сбыт и туристические услуги. GlobalTrade.net публикует международные отчеты Коммерческой службы США, Департамента сельского хозяйства зарубежных стран Министерства сельского хозяйства США, Сельского хозяйства и агро-пищевой промышленности Канады, Организации по торговле и инвестициям Великобритании, а также других организаций-партнеров. FITA также заключила партнерские соглашения с различными международными институтами по образованию в области менеджмента, такими как Европейская академия международного предпринимательства. Публикации отчетов данных институтов призваны увеличить экспортный потенциал компаний. Они также предлагают обзоры состояния рынков по каждой стране и рекомендации по налаживанию связей с рынком международной торговли.

## База данных поставщиков услуг по Импорту - Экспорту
Любой поставщик услуг международной торговли может создать на сайте учётную запись и присоединиться к глобальной базе данных. Специалисты имеют возможность выбрать среди следующих экспертов: консультанты по международному маркетингу, компании по торговому финансированию, банки, экспедиционные агентства, компании по контролю качества, юристы, специалисты по учёту, таможенные агенты, операторы и страховые компании в сфере их международных операций.

## Веб-сайты в секторе услуг по схеме B2B
Динамичные услуги по схеме B2B, охватывающие многие категории, предложены такими компаниями, как Companéo и Quotatis (действующими во Франции и некоторых европейских странах), BuyerZone (США) и QuinStreet (США). Однако в случае всех данных рынков потенциальные контакты предлагаются лишь внутри страны. Несмотря на то, что компании Companéo и Quotatis представлены во многих европейских странах, они производят операции лишь посредством одного сайта на каждую страну. Услуги международной торговли по схеме B2B являются фактически нишевым рынком GlobalTrade.net, единственным на настоящий момент интернет рынком, объединяющим поставщиков услуг и торговые компании по всему миру.
GlobalTrade.net подписал партнерские соглашения с тремя крупными рынками, работающими по схеме B2B: Alibaba.com, Kompass and Thomasnet, занимающими соответственно 1-е, 13-е и 18-е места в мире по оценке bridgat.com (ноябрь 2010).

## Внешние ссылки
- http://www.fita.org
- http://www.globaltrade.net